# ریاست دستگاه اطلاعاتی عمومی
ریاست دستگاه اطلاعاتی عمومی (به عربی: رئاسة الاستخبارات العامة) سرویس امنیت و اطلاعات خارجی عربستان سعودی است. مسئولیت این سازمان شامل پیش‌بُرد سیاست‌های پادشاهی سعودی در منطقهٔ خاورمیانه می‌شود.

## تاریخچه
ملک عبدالعزیز بنیان‌گذار پادشاهی سعودی در سال ۱۹۵۵ میلادی سازمانی با نام «مباحث» یا سرویس امنیت داخلی عربستان سعودی را پایه‌گذاری کرد. 
سازمان اطلاعات عربستان سعودی در دوره ریاست کمال ادهم، برادر زن ملک فیصل، ارتباطات نزدیکی با سیا پیدا کرد.
در سال ۱۹۵۷ میلادی، سعود بن عبدالعزیز دستور به جداسازی وظایف اطلاعات خارجی از امنیت داخلی داد. از این روی سازمان «مباحث» مسئول امنیت و چالش‌های داخلی شد و سازمان ریاست استخبارات، به عنوان سرویس اطلاعات خارجی تأسیس شد.در سال ۲۰۱۸ این سازمان متهم به قتل جمال خاشقجی روزنامه نگار منتقد حکومت عربستان در استانبول ترکیه و در کنسول گری عربستان شد.حکومت عربستان اعلام کرد که قتل خاشقجی توسط ماموران خودسر سازمان اطلاعات عربستان رخ داده و حکومت عربستان نقشی در این قتل نداشته است. اما خیل عظیمی از رسانه ها به این بیانیه حکوت عربستان شک دارند و معتقدند که قتل جمال خاشقجی به دستور محمد بن سلمان ولیعهد سعودی انجام شده است.

## مدیران ارشد
- یوسف اِدریسی[۴] (رئیس کنونی)
- شاهزاده بندر بن سلطان (۲۰۱۴-۲۰۱۲)
- شاهزاده مقرن بن عبدالعزیز (۲۰۱۲-۲۰۰۵)
- شاهزاده ترکی الفیصل (٢٠٠١-١٩٧٧)